# كيكو مينامي
كيكو مينامي (باليابانية: 南桂子؛ بالكانا: みなみ けいこ) هي مصممة مطبوعات يابانية، ولدت في 12 فبراير 1911 في Shimozeki ‏ في اليابان، وتوفيت في 1 ديسمبر 2004 في ميناتو في اليابان بسبب نوبة قلبية.